# Château de Blanzat (Chareil-Cintrat)
Pour les articles homonymes, voir Château de Blanzat (homonymie).
Le château de Blanzat est un château situé à Chareil-Cintrat, en France.

## Localisation
Le château est situé sur la commune de Chareil-Cintrat. Il se trouve à l'extrémité sud de la commune, en rive gauche de la Bouble.
Il est situé dans le département de l'Allier (dans la région Auvergne-Rhône-Alpes, anciennement Auvergne).

## Historique
À la Révolution, le domaine de Blanzat, qui appartenait au marquis d'Ussel, est vendu comme bien national et acquis par Claude Raynaud, en même temps que le château voisin de La Rivière.
L'édifice est inscrit au titre des monuments historiques en 2004.